# Gyökök szétválasztása
A matematika numerikus analízis nevű ágában a gyökök szétválasztása algoritmikus eljárás amely hozzásegít egy polinom adott véges, zárt I intervallumba eső valós gyökeinek közelítő meghatározására. Az eljárás eredményeképpen I-t kisebb I1, I2, I3,..., In intervalumokra osztjuk, amelyek mind a polinomnak legfeljebb egy gyökét tartalmazzák, és arra is választ kapunk, hogy az Ik-k közül melyek tartalmaznak egy gyököt, és melyek egyet sem.
A gyökök szétválasztása a feladat természetétől függően önmagában is alkalmas a gyökök meghatározására, ha ugyanis a részintervallumok mérete kisebb, mint az a pontosság, amellyel meg kívánjuk határozni a polinom gyökeit, akkor azzal, hogy tudjuk, melyik intervallumok tartalmaznak gyököt, máris a kívánt pontossággal ismerjük a zérushelyeket. Ellenkező esetben az egyes gyököket tartalmazó részintervallumokra valamilyen más gyökkereső algoritmust alkalmazunk. Ilyenkor a gyökök szétválasztása azért hasznos, mert a legtöbb módszer kizárólag egyetlen gyök megkeresésére alkalmas, tehát alkalmazásukhoz szükség van a gyökök szétválasztására, mint előkészítő lépésre.
Az eljárás eredményes alkalmazásához tudnunk kell, hogy az adott intervallumban a polinomnak hány gyöke van. Ezt például a Descartes-féle előjelszabály vagy más függvénydiszkussziós eljárás segítségével deríthetjük ki.
Az eljárás elméleti hátterét a Bolzano-tétel adja. Nem csak polinomokra alkalmazható, hanem általánosítható tetszőleges valós függvényre is, amely az I intervallumon folytonos, és véges sok zérushellyel bír.

## Elméleti háttér
Ha a karakterisztikus méretek alapján lerögzítettük, hogy mekkora pontosságot várunk el a közelítő megoldástól, azonosíthatjuk azokat a rövid szakaszokat, melyeken belül egyetlen gyök található. Ebben a következő tétel van segítségünkre:
Tétel:
- 1. ha az f(x) függvény folytonos az [a, b] intervallumon és az intervallum két végén ellentétes előjelű, akkor legalább egy vagy páratlan számú gyöke található az intervallum belsejében.
- 2. ha az f(x) függvény folytonos az [a, b] intervallumon és az intervallum két végén azonos előjelű, akkor vagy nincs gyöke vagy páros számú gyöke található az intervallum belsejében.

## Az eljárás menete
Számunkra tehát az olyan szakaszok érdekesek, melyek végpontjaiban a függvény behelyettesítési értékei az abszcissza két oldalán helyezkednek el, azaz kielégítik az f(a)f(b) < 0 közrezárási feltételt. Ennek biztosításához ismét a függvény karakterisztikus méretére van szükségünk. Az "aprót" úgy határozzuk meg, mint a legkisebb x irányú karakterisztikus méretnél jóval, mondjuk két-három nagyságrenddel kisebb intervallumot. Az eljárás a következő: egy xmin, xmax intervallumon, adott kis h lépésekben "araszolunk" végig. Minden lépésben ellenőrizzük, hogy a végpontokban vett függvényértékek különböző előjelűek-e. Ha igen, akkor megjegyezzük a végpontok helyét. Az eljárás a végpontok egy-egy tömbjét téríti vissza. Pszeudokódban ugyanez:

1: function Gyökszétválasztás( in: f, xmin, xmax, h out: (ai), (bi))
 
2: *** f a tanulmányozott függvény, xmin, xmax az intervallum határai, h a lépésköz, (ai), (bi) a gyököket tartalmazó intervallumok végpontjai

3: pre xmax > xmin

4: x → xmin

5: i → 1

6: while x < xmax do

7: y → x + h

8: if f(x)f(y) < 0 then *** közrezárási feltétel

9: ai x

10: bi y

11: i → i + 1

12: end if

13: x → y

14: end while

15: return (ai); (bi)

16: end function

Végső következtetésként megállapíthatjuk, hogy a gyökök szétválasztására nem létezik általános érvényű numerikus módszer. Az f(x) függvény viselkedésének bizonyos mértékű ismerete minden esetben szükséges.